# Двособна кафана
„Двособна кафана“ је југословенски филм из 1975. године. Режирао га је Владимир Момчиловић, а сценарио је писао Душан Ковачевић.

## Улоге
| Глумац            | Улога |
| ----------------- | ----- |
| Милутин Бутковић  |       |
| Маја Чучковић     |       |
| Ташко Начић       |       |
| Драган Николић    |       |
| Јелисавета Саблић |       |
| Ружица Сокић      |       |
| Бора Тодоровић    |       |